# СОУ „Димитър Влахов“ (Скопие)
СОУ „Димитър Влахов“ (на македонска литературна норма: СУ „Димитар Влахов“) е училище в град Скопие, разположено в Община Аеродрум. Името на училището е кръстено на идеолога на македонизма от 30-те години на 20 век Димитър Влахов.